# Wiklenman González
Wiki González (n. 17 de mayo de 1974), cuyo nombre completo es Wiklenman Vicente González Calicchio, nació en Maracay, estado Aragua, Venezuela y es un beisbolista retirado de las Grandes Ligas que jugó como cácher y bateador derecho de los Seattle Mariners. Jugó también con los San Diego Padres entre 1999 y 2003.
González tuvo un promedio de bateo de .238 con 17 cuadrangulares y 65 carreras en 269 juegos.

En Venezuela debutó en la LVBP en el año 1991 con el naciente equipo Caribes de Oriente hasta 1993 cuando es traspasado a los Leones del Caracas junto con el lanzador Yonni Naveda por el jardinero Oscar Azócar. En el año 2002 pasa a formar parte de los Tigres de Aragua tras un cambio por el lanzador Darwin Cubillán. En el año 2003 es dejado en libertad y tomado por el personal de los Tiburones de La Guaira hasta el año 2007 cuando es objeto de un nuevo cambio, esta vez por el jardinero Jackson Melián, formando parte de los Cardenales de Lara.
En el año 2008, nuevamente es cambiado por el infielder Tomás Pérez a los Navegantes del Magallanes.

## Estadísticas de bateo
| Año   | Equipo | Juegos | VB  | C  | H   | HR | CE | P     |
| 1999  | SD     | 30     | 83  | 7  | 21  | 3  | 12 | 0,253 |
| 2000  | SD     | 95     | 284 | 25 | 66  | 5  | 30 | 0,232 |
| 2001  | SD     | 64     | 160 | 16 | 44  | 8  | 27 | 0,275 |
| 2002  | SD     | 56     | 164 | 16 | 36  | 1  | 20 | 0,220 |
| 2003  | SD     | 24     | 65  | 1  | 13  | 0  | 10 | 0,200 |
| TOTAL |        | 269    | 756 | 65 | 180 | 17 | 99 | 0,238 |

| VB | Veces al bate      | C  | Carreras          |
| H  | Hits               | HR | Cuadrangulares    |
| CE | Carreras empujadas | P  | Promedio de bateo |